# Джаксылыков, Акын
Акын Джаксылыков (1893, село Жанатан, Темирский уезд, Уральская область, Российская империя — неизвестно, село Каракемер, Джамбулский район, Джамбулская область, Казахская ССР) — старший чабан колхоза имени Джамбула Джамбулского района Джамбулской области, Казахская ССР. Герой Социалистического Труда (1958). Депутат Верховного Совета Казахской ССР 5-го созыва.

## Биография
Родился в 1893 году в крестьянской семье в селе Жанатан Темирского уезда. С раннего возраста трудился в сельском хозяйстве. В 1920-х годах проживал и трудился на территории современной Каракалпакии. В 1934 году переехал в Южно-Казахстанскую область (с 1939 года — Джамбулская область), где стал трудиться чабаном в колхозе имени Джамбула (с 1965 года — совхоз «Каракемерский») Джамбулского района. В этом же году колхозное руководство поручило ему создать колхозную отару, закупив 40 яровых овец в Алма-Ате. В послевоенное время — старший чабан в этом же колхозе.
Ежегодно показывал высокие трудовые результаты в овцеводстве. На протяжении нескольких лет получал не менее 120 ягнят от каждой сотни овцематок, средний настриг шерсти от каждой овцы составлял 3,5 — 4 килограмма шерсти. В 1957 году вырастил в среднем по 131 ягнёнка от каждой сотни овцематок при численности отары в 680 овцематок на начало года. Указом Президиума Верховного Совета СССР от 29 марта 1958 года удостоен звания Героя Социалистического Труда за «выдающиеся успехи, достигнутые в деле развития овцеводства, увеличении производства и сдачи государству мяса, шерсти и шкурок каракуля в 1957 году, и широкое применение в практике своей работы достижений науки и передового опыта» с вручением ордена Ленина и золотой медали «Серп и Молот» (№ 8557).
В 1954 году участвовал в работе Всесоюзной выставки ВСХВ в Москве. Избирался депутатом Верховного Совета Казахской ССР 5-го созыва (1959—1963).
За тридцать лет работы чабаном увеличил колхозную отару в 150 раз. В 1966 году передал отару своей дочери Айсуле Акыновой. После выхода на пенсию проживал в селе Каракемер Джамбулского района. С 1968 года — персональный пенсионер союзного значения. Дата смерти не установлена.
Награды
- Герой Социалистического Труда
- Орден Ленина
- Малая серебряная медаль ВСХВ (1954)
- Заслуженный мастер социалистического животноводства Казахской ССР (1957)